# Maria Isabel de Brunsvique-Volfembutel
Maria de Brunsvique-Volfembutel (7 de janeiro de 1638 - 15 de fevereiro de 1687) foi uma duquesa de Saxe-Eisenach e de Saxe-Coburgo.

## Família
Maria Isabel foi a segunda filha, primeira rapariga, a nascer do segundo casamento do duque Augusto de Brunsvique-Luneburgo com a princesa Sofia Isabel de Meclemburgo-Güstrow. Os seus avós paternos eram o duque Henrique de Brunsvique-Luneburgo e a condessa Úrsula de Saxe-Lauenburgo. Os seus avós maternos eram o conde João Alberto II de Meclemburgo-Güstrow e a condessa Isabel de Hesse-Cassel.

## Casamentos e descendência
Maria Isabel casou-se primeiro com o duque Adolfo Guilherme de Saxe-Eisenach no dia 18 de janeiro de 1663. Juntos tiveram cinco filhos que não sobreviveram à infância:
1. Carlos Augusto de Saxe-Eisenach (31 de janeiro de 1664 - 14 de fevereiro de 1665)
2. Frederico Guilherme de Saxe-Eisenach (2 de fevereiro de 1665 - 3 de maio de 1665)
3. Adolfo Guilherme de Saxe-Eisenach (26 de junho de 1666 - 11 de dezembro de 1666)
4. Ernesto Augusto de Saxe-Eisenach (28 de agosto de 1667 - 8 de fevereiro de 1668)
5. Guilherme Augusto de Saxe-Eisenach (30 de novembro de 1668 - 23 de fevereiro de 1671)

Após a morte de Adolfo, Maria voltou a casar-se, desta vez com o duque Alberto V de Saxe-Coburgo no dia 18 de julho de 1676. Tiveram um filho que também não sobreviveu aos seus primeiros meses de vida:
- Ernesto Augusto de Saxe-Coburg (1 de setembro de 1677 - 17 de agosto de 1678)

## Genealogia
| Maria Isabel de Brunswick-Wolfenbüttel | Pai: Augusto, o Jovem, duque de Brunsvique-Luneburgo | Avô paterno: Henrique, Duque de Brunswick-Dannenberg | Bisavô paterno: Ernesto I, Duque de Brunsvique-Luneburgo |
| Maria Isabel de Brunswick-Wolfenbüttel | Pai: Augusto, o Jovem, duque de Brunsvique-Luneburgo | Avô paterno: Henrique, Duque de Brunswick-Dannenberg | Bisavó paterna: Sofia de Meclemburgo-Schwerin            |
| Maria Isabel de Brunswick-Wolfenbüttel | Pai: Augusto, o Jovem, duque de Brunsvique-Luneburgo | Avó paterna: Úrsula de Saxe-Lauenburg                | Bisavô paterno: Francisco I, Duque de Saxe-Lauenburg     |
| Maria Isabel de Brunswick-Wolfenbüttel | Pai: Augusto, o Jovem, duque de Brunsvique-Luneburgo | Avó paterna: Úrsula de Saxe-Lauenburg                | Bisavó paterna: Sibila de Saxe-Freiberg                  |
| Maria Isabel de Brunswick-Wolfenbüttel | Mãe: Sofia Isabel de Meclemburgo-Güstrow             | Avô materno: João Alberto II, Duque de Meclemburgo   | Bisavô materno: João VII, Duque de Meclemburgo           |
| Maria Isabel de Brunswick-Wolfenbüttel | Mãe: Sofia Isabel de Meclemburgo-Güstrow             | Avô materno: João Alberto II, Duque de Meclemburgo   | Bisavó materna: Sofia de Holstein-Gottorp                |
| Maria Isabel de Brunswick-Wolfenbüttel | Mãe: Sofia Isabel de Meclemburgo-Güstrow             | Avó materna: Margarida Isabel de Meclemburgo         | Bisavô materno: Cristóvão, Duque de Meclemburgo          |
| Maria Isabel de Brunswick-Wolfenbüttel | Mãe: Sofia Isabel de Meclemburgo-Güstrow             | Avó materna: Margarida Isabel de Meclemburgo         | Bisavó materna: Isabel da Suécia                         |